# Isabelle Saldjian
Isabelle Sacco, (nom de jeune fille : Postic), née le 31 août 1969, est une championne française de bowling licenciée actuellement au Bowling-club olympique (BCO) de Courbevoie. 

## Palmarès
- Participation aux championnats du monde en 1995 (Reno (Nevada)), 1999 (Abu Dhabi), 2003 (Kuala-Lumpur), 2005 (Aalborg) (meilleure française), 2007 (Monterrey) (meilleure française)
- 3e par équipes de cinq aux championnats du monde de 1995 (avec Angèle Loeb, Brigitte Fievet, Maryelle Pagola, et Pascale Moynot) (à Reno)
- Médaille d'or aux Jeux mondiaux de 2005 en double mixte
- Médaille d'argent aux Jeux mondiaux de 1997 en individuel
- Médaille de bronze aux Jeux mondiaux de 1993 en double mixte
- Vainqueur de la coupe d'Europe en 2000
- Multiple recordwoman de France
  - 720 pts individuels série 3 lignes (19 juin 2004 à Toulouse-Gramont)
  - 1348 pts individuels série 6 lignes (19 juin 2004 à Toulouse-Gramont)
  - 689 pts par équipes de trois 1 lignes (12 mars 2005 à Annecy)
  - 1961 pts par équipes de trois 3 lignes (12 mars 2005 à Annecy)
  - 2632 pts par équipes de trois 4 lignes (12 mars 2005 à Annecy)
  - 3811 pts par équipes de trois 6 lignes (12 mars 2005 à Annecy)
  - etc.